# Nola vesiculalis
Nola vesiculalis är en fjärilsart som beskrevs av Van Eecke. Nola vesiculalis ingår i släktet Nola och familjen trågspinnare. Inga underarter finns listade i Catalogue of Life.